# Sunne stationshus

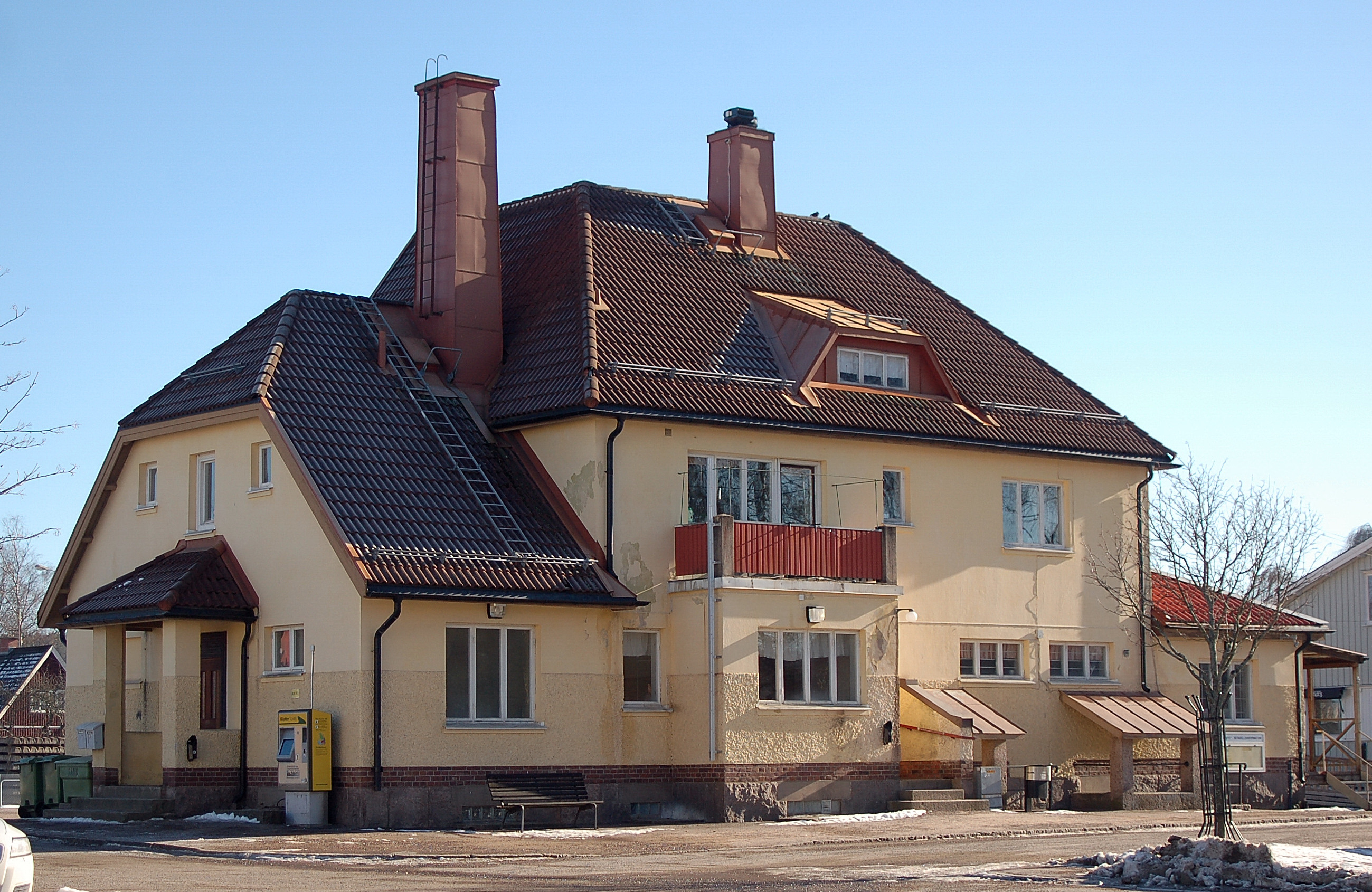
Sunne stationshus sett från Järnvägsgatan

Sunne stationshus är en av 16 stationsbyggnader uppförda utmed Fryksdalsbanan omkring 1915 av Kil-Frykdalens Järnvägsaktiebolag.
Sunne stationshus ritades i likhet med alla övriga 15 stationshus av Yngve Rasmussen, och är ett av de tre som idag finns kvar i sin ursprungliga funktion. Det är en tegelbyggnad med ljusgul puts, spritputsad ovanför stensockeln upp till mitten av bottenvåningens fönster och slätputsad i övrigt. 
Yngre Rasmussen hämtade inte inspiration till stationshuset från lokala byggnadstraditioner, utan snarare från den brittiska Arts and Craftsrörelsen och från den amerikanske arkitekten Henry Hobson Richardson.
| ”                   | Med sina massiva, asymmetriskt arrangerade byggnadsvolymer, sina väldiga, valmade takfall, som på olika nivåer skarpt vinklat ställs mot varandra, sin höga skorsten på det lägre norra , sina mindre utskjutande byggnadsdelar på de båda kortsidorna och sitt trekantigt utbuktande ingångsparti, som bär upp övervåningens balkong. är detta en tung men samtidigt rik arkitektur, som äger högt arkitektoniskt värde. | „ |
| – Hans-Olof Boström | |   |